# Guillaume-François Gervais
Pour les articles homonymes, voir Gervais.
Guillaume François Gervais, dit "Gervais de Caen" est né le 6 mai 1803 (15 ventôse de l'an XI) à Caen et mort le 3 décembre 1867 à Paris. Tour à tour médecin, homme politique, préfet de police, industriel, directeur de l'École de commerce, il tire principalement sa notoriété de son fort activisme au sein du parti républicain.
Ardent défenseur de la démocratie sous Louis-Philippe, quatre fois condamné pour diffamation et outrage envers des magistrats, il se range du côté du gouvernement à la fin de sa carrière, acceptant des postes confortables et rompant avec son passé militant.

## Jeunesse et études
Né à Caen en 1803, Guillaume François Gervais obtient un doctorat de médecine en 1827 à Paris.

## Activisme politique et procès
Membre du parti républicain et de la société Aide toi, le ciel t'aidera (une société de tendance libérale fondée en 1827), il rejoint la Société des amis du peuple auprès de membres notables tels que Auguste Blanqui, François-Vincent Raspail, Évariste Gallois ou encore Henry Bonnias, auprès de qui il développe un fort esprit militant.
Il sera, à cet égard, jugé lors de plusieurs procès.
D'abord en 1831 après s'en être pris à un commissaire de police et avoir incité à la haine et au mépris public du gouvernement lors d'une saisie des publications de la Société. Toutefois il est acquitté par le jury d'assise le 29 octobre de la même année.
Il est par la suite jugé en 1832 lors du célèbre procès, dit "procès des quinze" (durant lequel Raspail fournit un discours mémorable, lui procurant une  grande notoriété en France), dont le but était -pour le gouvernement de l'époque- d'incarcérer les membres de la Société. Ce procès lui vaut une condamnation de 6 mois de prison pour manque de respect envers la magistrature. Toutefois, il est déchargé de l'accusation principale.
Désagrégée, la Société des amis du peuple continue d'exister au travers d'autres associations, telle que la Société des droits de l'Homme, une formation à tendance Jacobine, qu'intègre Guillaume François Gervais en 1834.
Accusé de complot et attaqué en justice par Henri Gisquet à la suite de l'envoi d'une lettre au journal Le Messager, où Gervais de Caen reprochait au gouvernement des violences successives contre les français lors des insurrections d'avril 1834 (la manifestation organisée à Lyon par la Société des droits de l'homme et le Conseil exécutif des sociétés ouvrières de secours mutuel qui déclencha des émeutes dans différentes villes de province : Marseille, Grenoble, Saint-Étienne...Mais aussi l'émeute déclenchée à l'occasion de la loi limitant la liberté de la presse violemment réprimée par Thiers), il est incarcéré à Sainte-Pélagie le 15 avril 1834 et libéré le 11 juillet suivant sur une ordonnance de non-lieu de la Cour des pairs. À nouveau incarcéré en août de la même année pour diffamation envers le préfet de police et ses agents, il est libéré le 30 septembre malgré sa participation à une émeute deux jours plus tôt.
À nouveau condamné pour outrage à magistrat en avril 1835 par la cour royale (et incarcéré 1 mois seulement), des déboires avec le chancelier Pasquier le conduisent à une nouvelle incarcération d'un mois en juin 1835, toujours à Sainte-Pélagie.
Il est par la suite nommé administrateur de la Compagnie des mines de la Loire.

## Préfet de police
Peu après la Révolution de février, Guillaume François Gervais est nommé Préfet de Police, le 14 octobre 1848. Après cette nomination, son activisme s'en trouve fort amoindri. À l'instar des préfets de police nommés avant lui (Trouvé-Chauvel, 75 jours ; Ducoux, 61 jours) et de celui qui lui succédera (Rebillot, 36 jours), il ne garde ses fonctions que peu de temps puisqu'il est remplacé le 20 décembre 1848.

## Fin de carrière
La fin de carrière de Gervais de Caen est marquée des nominations à des postes confortables, rompant alors avec ses activités militantes d'autrefois. C'est ainsi qu'il est nommé :
-Directeur de l'école supérieure de commerce de 1854 à 1867
-Membre du Conseil supérieur de l'Algérie et des colonies.
-Membre de la Commission impériale de l'exposition universelle de 1867.
Il meurt le 3 décembre 1867 à Paris.

## Distinctions
- Commandeur de la Légion d'honneur, le 30 juin 1867.